# The Guild 2
The Guild 2 (рус. Гильдия 2) — компьютерная игра в жанре экономического симулятора и RPG, созданная компанией 4HEAD Studios и выпущенная компанией JoWooD Productions в 2006 году. Продолжение симулятора средневековой жизни Europa 1400: The Guild. В России издана «Руссобит-М».

## Описание игры
Европа средних веков, бурлящая событиями и интригами. Европа, почти готовая ступить в Возрождение. Европа удивительная и непредсказуемая. Она возвращается в ошеломляюще реалистичном life-симуляторе за всю историю жанра!

Вы — не просто часть истории. Вы — творец своей судьбы в этом мире, демиург, способный вознестись на вершину благополучия. Создайте собственную династию, обзаведитесь могущественными друзьями, наживите кровных врагов. Сделайте предложение самой красивой женщине, воспитайте сильных наследников. Управляйте своей жизнью! Проявите себя, и потомки оценят ваши усилия.

«Гильдия 2» стала логическим продолжением Europa 1400: The Guild от немецких разработчиков 4HEAD Studios. Перед игроком поставлены те же задачи: постройка и развитие собственного ремесленного предприятия, создание политической карьеры и т. д. Главным новшеством игры стал полный переход в 3D и улучшение графики в целом.

## Отличия от первой части
В игре теперь можно управлять своим персонажем напрямую и вести бой с конкурентом как во всех классических RTS. Аналогичным образом можно управлять женой и детьми персонажа.
Количество доступных профессий также претерпело изменение. Множество профессий убрали (как например Каменщик), но вместо этого появились новые, связанные с земледелием и животноводством. Возрос выбор прокачиваемых навыков. Выбор внешности персонажа стал более гибким, и похожим на аналог из The Sims 2.
Игровое пространство больше не ограничено одним городом, появились условия для торговли между городами.

## Дополнения
Первое дополнение «Пираты европейских морей» (англ. Pirates of The European Seas) было выпущено в мае 2007 года. В нём были добавлены новые профессии (рыбак, лекарь, торговец, пират), возможность плавать на кораблях нескольких типов и другие особенности. Этот пакет расширения был встречен лучшими рецензиями по сравнению с оригинальной игрой. GameSpot оценила его как «хороший» (6/10), а Strategy Informer поставил 8.2 баллов из 10.
Второе дополнение «Венеция» (The Guild 2: Venice) появилось в продаже в конце 2008 года. Третий, «Эпоха Возрождения» (The Guild 2: Renaissance) был выпущен RuneForge и JoWooD Entertainment 27 июля 2010 года.

## Отзывы
| Сводный рейтинг | Сводный рейтинг |
| Агрегатор       | Оценка          |
| --------------- | --------------- |
| GameRankings    | 61,78 %         |